# 11/22/63
«11/22/63» (англ. 11/22/63) — науково-фантастичний роман американського письменника Стівена Кінга, де йдеться про мандрівника у часі, котрий хоче відвернути вбивство Джона Ф. Кеннеді. Про роман було оголошено на офіційному сайті автора 2 березня 2011 року. Короткий уривок опубліковано онлайн 1 червня 2011 року. Роман вийшов, як і планувалося, 8 листопада 2011 року і швидко став бестселером. Українською роман вийшов у червні 2012 року в перекладі Олександра Красюка в Книжковому клубі «Клуб сімейного дозвілля».

## Стислий сюжет роману
За сюжетом:
 Джейк Еппінг, тридцятип'ятирічний учитель англійської мови та літератури в середній школі містечка Лізбен-Фолс, штат Мен, заради заробітку також викладає в класі для дорослих в рамках освітньої програми General Educational Development (GED програма). Одного разу, призначивши тему твору «День, що змінив моє життя», Еппінг отримує твір шкільного прибиральника Гаррі про ніч 50 років тому: розповідь про те, як батько Гаррі вбив його матір, сестру і брата молотком. Сам Гаррі залишився трішки недорозвинутим, з потрощеною ногою й відтоді накульгує… Невдовзі друг Джейка — керівник місцевої закусочної Ел — розкриває йому таємницю: в його коморі є часовий портал, що веде з 2011 року у 1958-й. Ел вербує Джейка на божевільну й шалену місію з запобігання вбивству президента Кеннеді. Так починається нове життя Джейка під іменем Джордж Емберсон у новому для нього світі рок-н-ролу, Джона Фіцджералда Кеннеді JFK, великих американських автомобілів і шалених танців; у світі, де він зустріне проблемного відлюдка Лі Гарві Освальда та вродливу шкільну бібліотекарку на ім'я Сейді Дангіл, яка стає коханням всього Джейкового життя ….
Кінг почав працювати над романом ще у 1970-х роках, проте вперше оголосив про цю ідею у випуску коміксів Marvel Spotlight — «Темна вежа» від 27 січня 2007 року. В частині під назвою «Відкритий лист від Стівена Кінга», він пише про оригінальну ідею для коміксів:
 «Я б хотів розповісти про мандрівника в часі, де хлопець знаходить прохід в 1958 рік… з можливістю повернення звідти в той же день. І ось одного разу він повертається в минуле і просто залишається там. Полишає своє життя 2007 року. З якою метою? Щоб дочекатись 22 листопада 1963 року, і зупинити Лі Гарві Освальда. Він переконаний, що таким чином „виправить світ“. Та коли повертається в 2007, там він знаходить лише нагромадження ядерного шлаку. Тож гратися з „рідним часом“ небезпечно. Отже він повинен повернутися знову назад і зупинити себе … от лише він уже отримав смертельну дозу радіації, тож і починає гонитву з відведеним йому часом».

## Екранізація
12 серпня 2011 року, до опублікування роману, було оголошено, що Джонатан Деммі розпочав написання, продюсування та режисерування кіноадаптації «11/22/63», виконавчим продюсером якої виступатиме Стівен Кінг. Проте 6 грудня 2012 року Деммі оголосив, що він вибув з проєкт після суперечок з Кінгом щодо сценарію.
26 квітня 2013 року було повідомлено, що Warner Bros. Television і компанія Джей Джей Абрамса Bad Robot Productions ведуть переговори за право адаптувати роман як серіал або мінісеріал.
22 вересня 2014 року було оголошено, що стрімінговий сервіс Hulu почав виробництво телесеріалу за романом. А Керол Спаєр буде художником-постановником. Головного героя Джейка Еппінга зіграє актор Джеймс Франко. Прем'єра серіалу відбулася 15 лютого 2016 року. Всього випущено 8 серій.

## Переклад українською
Вперше переклад українською з'явився у 2012 році у видавництві КСД у перекладі О. Красюка.
- Стівен Кінг. 11/22/63. Переклад з англійської: Олександр Красюк. Харків: КСД, 2012. 896 стор. ISBN 978-966-14-3432-4 (1-ше видання)

- (перевидання) Стівен Кінг. 11/22/63. Переклад з англійської: Олександр Красюк. Харків: КСД, 2015. 896 стор. ISBN 978-966-14-3432-4 (2-ге видання)
- (перевидання) Стівен Кінг. 11/22/63. Переклад з англійської: Олександр Красюк. Харків: КСД, 2015. 896 стор. ISBN 978-966-14-8779-5 (3-тє видання)
- (перевидання) Стівен Кінг. 11/22/63. Переклад з англійської: Олександр Красюк. Харків: КСД, 2016. 896 стор. ISBN 978-966-14-8779-5 (4-те видання)

## Додаткові факти
У жовтні 2012 в мережі з'явився переклад роману 11/22/63 (англ. 11/22/63) російською мовою, зроблений з українського перекладу. Таким чином повторилася історія з попереднім романом Стівена Кінга Під куполом (англ. Under the Dome), перший російський переклад якого, що поширився в інтернеті, також було зроблено з українського перекладу.
Спершу Кінг планував присвятити роман видатному письменнику-фантасту Джеку Фінні, роман якого Між двох часів і надихнув на написання власного роману, проте із народженням онуки присвяту дістала вона.

## Реальні історичні особи, згадані у книжці
- Джон Кеннеді
- Жаклін Кеннеді
- Лі Гарві Освальд
- Марина Освальд
- Ліндон Джонсон
- Едгар Гувер
- Микита Хрущов
- Мартін Лютер Кінг
- Фідель Кастро
- Джордж де Мореншильд
- Карлос Марцелло
- Річард Ніксон
- Рафаель Трухільйо
- Барак Обама
- Білл Клінтон
- Гіларі Клінтон